# Datcha
Datcha, ou ainda Dacha, (russo: да́ча) é o nome russo para fazenda, casa de campo ou mansão. 

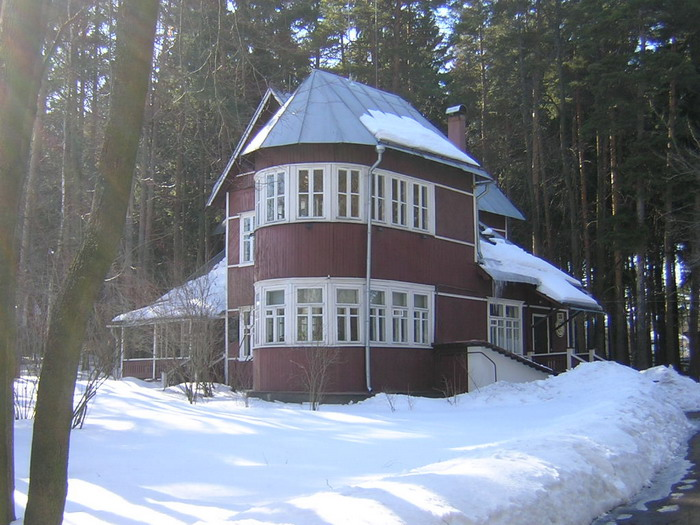
Exemplo de uma Datcha moderna - casa de escritor Boris Pasternak

A datcha é uma espécie de casa de campo para ser usada no verão e primavera, se alternando com as casas de inverno, usadas no inverno e no outono.
Muito comuns na Rússia e na ex-URSS, pessoas que moram nas grandes cidades costumam ir para suas dachas nas férias, que costumam ser uma segunda casa, principalmente durante a URSS, onde a população podia usá-las provisoriamente, o que trazia conforto a parte da população. Algumas ficam à margem de rios ou lagos, outras em colinas ou em meio a bosques, mas sempre em locais abertos com paisagens ricas, utilizada sempre como casa de veraneio.
São famosas aquelas usadas por antigos políticos e autoridades soviéticas, sendo cenário de famosos eventos envolvendo as conhecidas personalidades do país. Leonid Brejnev, líder soviético por duas décadas, foi envenenado e morreu enquanto esteve em sua datcha, em Novembro de 1982. O último líder da URSS, Mikhail Gorbachev, foi mantido preso por três dias numa dessas construções durante uma tentativa de Golpe de Estado em agosto de 1991.